# Karl Kreft

Karl Kreft

Karl Kreft (* 8. Februar 1879 in Kirchlengern; † 1932 in Klein Schönfeld, Landkreis Greifenhagen) war ein deutscher Landwirt und Politiker der DNVP.

## Leben
Kreft wurde als Sohn eines Landwirts geboren und war evangelischen Glaubens. Er besuchte von 1885 bis 1893 die Volksschule in Kirchlengern und arbeitete im Anschluss in der elterlichen Landwirtschaft. 1910 erwarb er eine Landwirtschaft in Lakomowo bei Bromberg, die er in der Folgezeit bewirtschaftete. Von September 1915 bis Januar 1918 nahm er als Soldat am Ersten Weltkrieg teil. Nach dem Krieg wirkte er als Vorsitzender des Kreisbauernrates im Landkreis Bromberg. In den 1920er Jahren war er als Landwirt auf Gut Vogelsang bei Greifenhagen tätig.
Kreft trat nach der Novemberrevolution in die Deutschnationale Volkspartei (DNVP) ein und war Vorstandsmitglied des DNVP-Kreisvereins Bromberg. 1919/20 war er für den Wahlkreis 8 (Posen) Mitglied der Weimarer Nationalversammlung.